# بلازمون
في الفيزياء، البلازمون (بالإنجليزية: Plasmon) هو شبه جسيم ينتج عن تكميم التذبذب البلازمي تماماً مثل الفوتونات والفونونات الناتجة عن تكميم الضوء والاهتزازات الميكانيكية على التوالي (مع العلم بأن الفوتون هو جسيم أولي وليس شبه جسيم)، أي تمثل البلازمونات التذبذبات الجماعية لكثافة غاز الإلكترون الحرة (الترددات البصرية على سبيل المثال). تستطيع البلازمونات الازدواج مع الفوتون لتشكيل شبه جسيم آخر يدعى بولاريتون البلازما.

## الاصل
تم اقتراح البلازمونات لاول مرة في عام 1952 عن طريق العالمان ديفيد بينس وديفيد بوم حيث تبين انها تنتج عن الهاملتونين Hamiltonian  
للارتباطات طويلة المدى بين الإلكترون والإلكترون.
بما أن البلازمونات هي تكميم لتذبذبات البلازما الكلاسيكية، فإن معظم خصائصها يمكن اشتقاقها مباشرةً من معادلات ماكسويل.

## الشرح
```
يمكن وصف البلازمونات حسب الميكانيك الكلاسيكي على انها 
ذبذبة
 ناتجة عن سحابة الالكترونات نسبةً الى 
ايون
 موجب في 
المعدن
. و لفهم ذبذبة البلازما , لنتخيل مكعب من مادة معدنية موضوع تحت تأثير 
مجال كهربائي
 خارجي بأتجاه اليمين. في هذه الحالة ستتحرك 
الالكترونات
 بأتجاه اليسار (كشف الأيونات الموجبة في الجانب الأيمن) الى ان يتم الغاء المجال داخل المعدن. اذا الغي المجال الكهربائي ستتحرك الالكترونات الى اليمين بحيث تتنافر مع بعضها وتنجذب الى الايونات الموجبة المتواجدة في الجانب الايمن. هذا يعني انها ستبقى تتذبذب ذهابً و اياباً بتردد يعرف 
بتردد البلازما
 الى ان تفقد الالكترونات 
الطاقة
 التي اكتسبتها عن طريق 
المقاومة
 أو 
التخميد
.البلازمونات هي 
تكميم
 لهذا النوع من التذبذب.
```

### دور البلازمونات
تلعب البلازمونات دورا مهما في تحديد الخواص البصرية لاشباه الموصلات و المعادن. الضوء الذي تردده اقل من تردد البلاتزما يحدث له انعكاس بواسطة المادة لان الالكترونات في المادة تحجب المجال الكهربائي للضوء. بينما الضوء الذي تردده اعلى من تردد البلازما يمتص من قبل المادة لان الكتروناتها لايمكنها الاستجابة السريعه لحجب المجال الكهربائي لهذا الضوء. معظم المواد المعدنية تمتلك تردد بلازما ضمن النطاق فوق البنفسجي ولهذا تبدو لامعة لانها تعكس الضوء المرئي بأكمله, مثال على ذلك النحاس و الفضة والذهب، التي لها انتقالات إلكترونية ضمن النطاق المرئي.حيث يتم امتصاص طاقات ضوئية معينة (ألوان) ، مما يعطي لونها المميز. في اشباه الموصلات, تردد البلازمون لالكترونات التكافؤ عادة مايكون ضمن نطاق الطيف الفوق البنفسجي البعيد بينما الانتقالات الالكترونية تحدث ضمن النطاقالمرئي من الطيف لهذا يتم امتصاص طاقات ضوئية معينة (ألوان) ، مما يعطي لونها المميز وهذا ما يجعلها مواد عاكسة. لقد تبين ايضا ان تردد البلازمونات يمكنه ان يحدث في وسط الاشعة تحت الحمراء من الطيف و الاشعه تحت الحمراء القريبة في حاله كون المادة شبه الموصلة في حالتها النانوية او بدرجه عالية من التشويب.
يمكننا استخدام نموذج الالكترون الحر لحساب طاقة البلازمون و كما يلي :

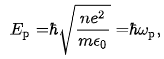

حيث ان {\displaystyle n} تمثل كثافة الكترونات التوصيل ,
{\displaystyle e} هي الشحنه اوليه,
{\displaystyle m} هي كتلة الالكترون ,
{\displaystyle \epsilon _{0}} تمثل سماحية الفراغ,
{\displaystyle \hbar } يمثل ثابت بلانك المخفض ,
و {\displaystyle \omega _{\rm {p}}} هي تردد البلازمون.

## البلازمونات السطحية
البلازمونات السطحية هي البلازمونات التي تتمركز على السطح والتي تتفاعل بشدة مع الضوء منتجة ما يعرف بالبولاريتونات. تحدث البلازمونات السطحية على الواجهة بين المادة التي تمتلك سماحية نسبية موجبة اي ثابت العزل (مثل الفراغ , الهواء و الزجاج و غيرها من المواد العازلة الاخرى) و المادة التي تمتلك ثابت عزل جزءه الحقيقي سالب عند تردد محدد للضوء (عادةً ما يكون معدنًا أو أشباه موصلات شديدة التشويب).
بالإضافة إلى الإشارة المعاكسة للجزء الحقيقي من السماحية ، يجب أن يكون حجم الجزء الحقيقي من السماحية في منطقة السماحية السلبية عادةً أكبر من حجم السماحية في منطقة السماحية الإيجابية ، وإلا فإن الضوء غير مرتبط بـ السطح (أي أن البلازمونات السطحية غير موجودة) كما هو موضح في كتاب هاينز رايثر الشهير. في الأطوال الموجية المرئية من الضوء ، على سبيل المثال الطول الموجي 632.8 نانومتر الذي يوفره ليزر He-Ne ، غالبًا ما تتشكل الواجهات الداعمة للبلازمونات السطحية من معادن مثل الفضة أو الذهب (سماحية الجزء الحقيقي السلبي) الملامسة للعوازل الكهربائية مثل الهواء أو ثاني أكسيد السيليكون. يمكن أن يكون للاختيار الخاص للمواد تأثير كبير على درجة حبس الضوء ومسافة الانتشار بسبب الخسائر. يمكن أن توجد البلازمونات السطحية أيضًا على واجهات أخرى غير الأسطح المسطحة ، مثل الجسيمات ، أو الشرائط المستطيلة ، والأخاديد v ، والأسطوانات ، والهياكل الأخرى. تم فحص العديد من الهياكل لمعرفة قابلية البلازمونات السطحية على حصر الضوء تحت حد الحيود للضوء. كان أحد الهياكل البسيطة التي تم فحصها هو نظام متعدد الطبقات من النحاس والنيكل. ملادينوفيتش وآخرونن. وجد ان ستخدام الطبقات المتعددة مشابه لسلوك المادة البلازمونية.  يتم منع أوكسيد النحاس بإضافة طبقات النيكل. و هو مسار سهل لدمج البلازمونات لاستخدام النحاس كمادة بلازمونية حيث يعد الخيار الأكثر شيوعًا للطلاء المعدني جنبًا إلى جنب مع النيكل. تعمل الطبقات المتعددة بمثابة محزز حيود للضوء الساقط. يمكن تحقيق امتصاصية تصل إلى 40 بالمائة من سقوط عمودي للاشعه  مع النظام متعدد الطبقات اعتمادًا على نسبة سمك النحاس إلى النيكل. لذلك ، فإن استخدام المعادن الشائعة بالفعل في بنية متعددة الطبقات يثبت أنه حل للتكامل البلازموني.
يمكن أن تلعب البلازمونات السطحية دورًا في مطيافية رامان المُحسَّنة على السطح وفي تفسير الانحرافات في الحيود من حواجز شبكية معدنية (شذوذ وود) ، من بين أشياء أخرى. يستخدم علماء الكيمياء الحيوية رنين البلازمون السطحي لدراسة آليات وحركية الروابط المرتبطة بالمستقبلات (أي ارتباط الركيزة بالإنزيم). يمكن استخدام رنين البلازمون السطحي متعدد المعالملات ليس فقط لقياس التفاعلات الجزيئية ولكن أيضًا لدراسة خصائص الطبقة النانوية أو التغيرات الهيكلية في الجزيئات الممتصة أو طبقات البوليمر أو الجرافين ، على سبيل المثال.
يمكن أيضًا ملاحظة البلازمونات السطحية في أطياف انبعاث الأشعة السينية للمعادن. تم اشتقاق علاقة تشتت للبلازمونات السطحية في أطياف انبعاث الأشعة السينية للمعادن (هارش وأجاروال).

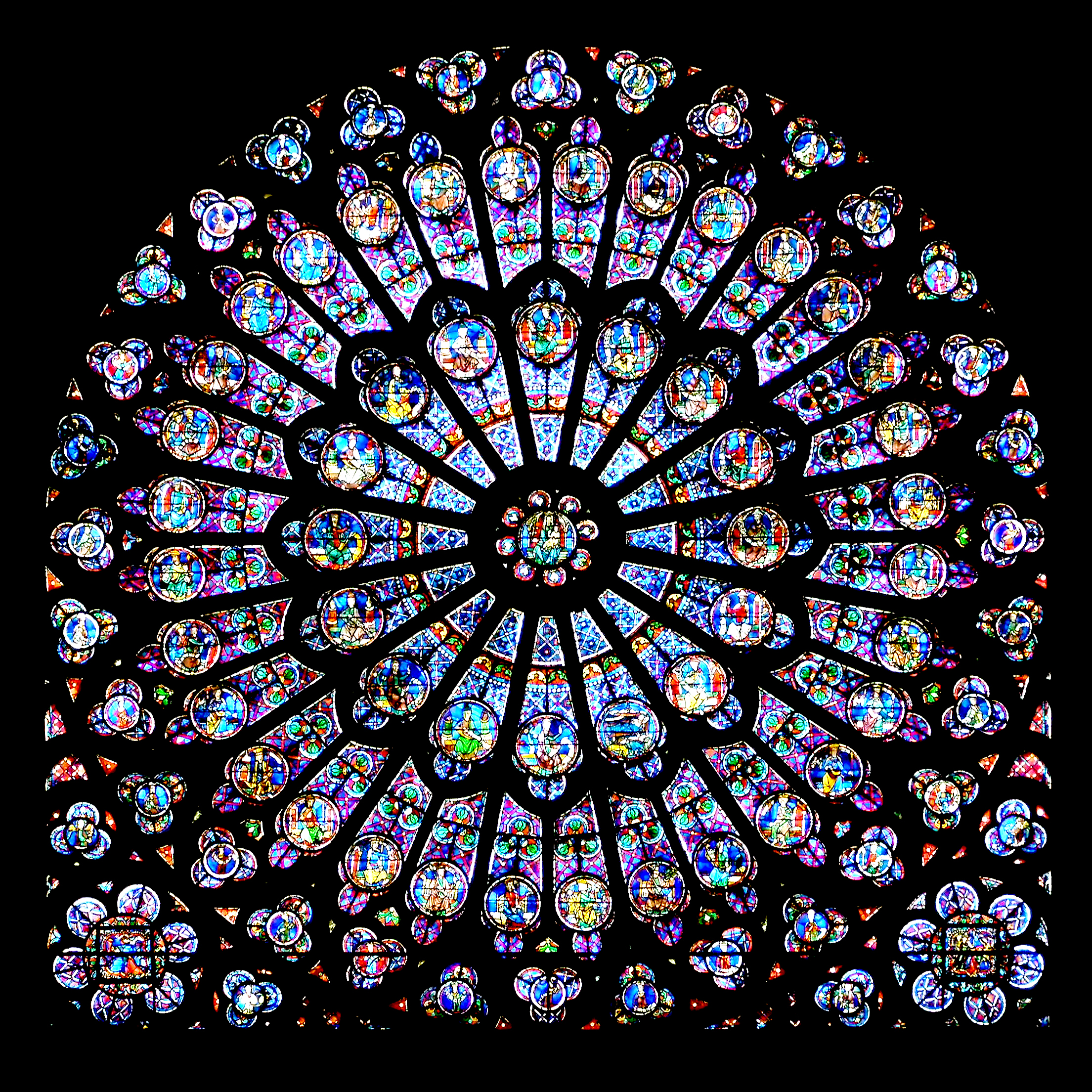
قوطي زجاج معشق نافذة الورد of كاتدرائية نوتردام دو باري (باريس). Some colors were achieved by غروانيs of gold nano-particles.

تم استخدام البلازمونات السطحية مؤخرًا للتحكم في ألوان المواد. يتم ذلك لأن التحكم في شكل وحجم الجسيم يحدد أنواع البلازمونات السطحية التي يمكن أن تقترن بها وتنتشر عبرها. وهذا بدوره يتحكم في تفاعل الضوء مع السطح. تتضح هذه الآثار من خلال الزجاج الملون التاريخي الذي يزين كاتدرائيات العصور الوسطى. يتم إنتاج بعض ألوان الزجاج الملون بواسطة جسيمات نانوية معدنية ذات حجم ثابت تتفاعل مع المجال البصري لإعطاء الزجاج لونًا أحمر نابضًا بالحياة. في العلم الحديث ، تم تصميم هذه التأثيرات لكل من الضوء المرئي وإشعاع الميكروويف. يتم إجراء الكثير من الأبحاث أولاً في نطاق الميكروويف لأنه عند هذا الطول الموجي ، يمكن إنتاج أسطح المواد والعينات ميكانيكيًا لأن الأنماط تميل إلى أن تكون في حدود بضعة سنتيمترات. يتضمن إنتاج تأثيرات مأكل الطحالب ذات النطاق البصري صنع الأسطح التي تحتوي على ميزات <400 نانومتر. هذا أكثر صعوبة بكثير ولم يصبح من الممكن القيام به بأي طريقة موثوقة أو متاحة إلا مؤخرًا.
في الآونة الأخيرة ، أظهر الجرافين أيضًا أنه يستوعب البلازمونات السطحية ، والتي تمت ملاحظتها عبر تقنيات الفحص المجهري البصري بالأشعة تحت الحمراء القريبة من المجال   والتحليل الطيفي بالأشعة تحت الحمراء. عالجت التطبيقات المحتملة لجرافين plasmonics بشكل أساسي تيراهيرتز إلى ترددات الأشعة تحت الحمراء المتوسطة ، مثل المُعدِّلات الضوئية وأجهزة الكشف الضوئية وأجهزة الاستشعار الحيوية.

## التطبيقات المحتملة
```
 موضع وشدة قمم طيف الامتصاص و الانبعاث تتأثر بالامتصاص الكيميائي الجزيئي مما يسهل استخدامها ك[متحسسات] جزيئية, مثال على ذلك ، تم تصميم نموذج أولي لجهاز يعمل بكامل طاقته للكشف عن ال[كازين] في الحليب ، عن طريق رصد التغير في  طيف [امتصاص] طبقة الذهب.
[
20
]
 يمكن استخدام البلازمونات السطحية الموضعية للجسيمات النانوية المعدنية لاستشعار أنواع مختلفة من الجزيئات والبروتينات وما إلى ذلك.
```

تعتبر البلازمونات وسيلة لنقل المعلومات على رقائق الكمبيوتر ، لأن البلازمونات يمكن أن تدعم ترددات عالية جدا (تصل الى مدى حوالي 100 تيراهيرتز بينما الأسلاك التقليدية تصبح ذات خسائر عالية للغاية في حدود عشرات الغيغاهرتز). ومع ذلك ، لكي تكون الإلكترونيات التي تعمل علر اساس البلازمون عملية ، يجب إنشاء مضخم اساس عمله البلازمون يشبه الترانزستور ، يسمى (بلازمونستور plasmonstor)
كما تم اقتراح البلازمونات كوسيلة للطباعة الحجرية عالية الدقة والفحص المجهري بسبب أطوالها الموجية الصغيرة للغاية ؛ شهد كل من هذه التطبيقات عروض توضيحية ناجحة في البيئة المختبرية.
أخيرًا ، تتمتع البلازمونات السطحية بقدرة فريدة على حصر الضوء في أبعاد صغيرة جدًا ، مما يمكن أن يتيح العديد من التطبيقات الجديدة.
تعتبر البلازمونات السطحية حساسة للغاية لخصائص المواد التي تنتشر عليها. وقد أدى ذلك إلى استخدامها لقياس سمك الطبقات الأحادية على الأغشية الغروانية ، مثل الفحص والقياس الكمي لأحداث الارتباط بالبروتين. تمتلك شركات مثل Biacore أدوات تجارية تعمل وفقًا لهذه المبادئ. يتم فحص البلازمونات السطحية البصرية بهدف تحسين مواد التجميل بواسطة لوريال وآخرين.others.
في عام 2009 ، وجد فريق بحث كوري طريقة لتحسين كفاءة الصمام الثنائي الباعث للضوء العضوي بشكل كبير باستخدام البلازمونات.  بالاضافة الى ذلك قام فريق بحث اوربي بقيادة IMEC البدء بالعمل على تطوير كفائة و كلفة الخلايا الشمسية بوساطة دمج هياكل معدنية نانوية (بأستخدام تأثيرات البلازمون) والتي تحسن من امتصاص الضوء في عدة انواع من الخلايا الشمسية مثل السيليكون البلوري (c-Si) ، السليكون III-V عالي الأداء ،  السليكون العضوي ، والحساس للصبغة. ومع ذلك ، لكي تعمل الأجهزة الكهروضوئية البلازمية على النحو الأمثل ، فإن الأكاسيد الموصلة الشفافة الرقيقة جدًا ضرورية
[24] تم عرض الصور المجسمة بالألوان الكاملة باستخدام plasmonics [25]. تم عرض الصور المجسمة بالألوان الكاملة باستخدام البلازمون.